# Переходная форма

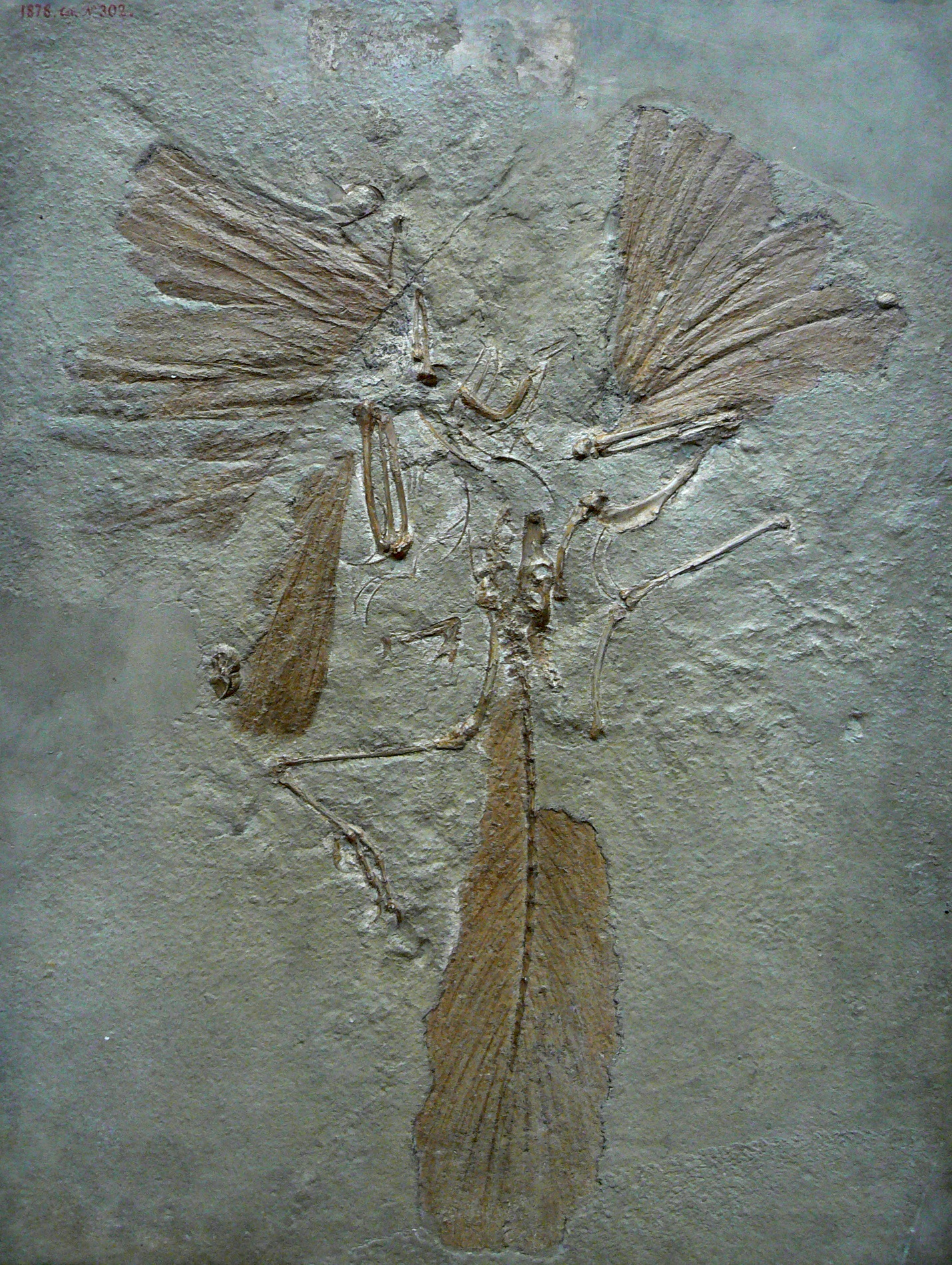
Лондонский экземпляр археоптерикса, предположительного переходного звена между рептилиями и птицами. В современной науке считается тупиковой ветвью эволюции.

Переходная форма — организм с промежуточным состоянием, обязательно существующим при состоявшемся постепенном переходе от одного биологического типа строения к другому. Переходные формы характеризуются наличием более древних и примитивных (в значении первичных) черт, чем их более поздние родственники, но, в то же время, наличием более прогрессивных (в значении более поздних) черт, чем их предки. Как правило, говоря о промежуточных формах, имеют в виду ископаемые виды, хотя промежуточные виды вовсе не должны непременно вымирать. Известно множество переходных форм, иллюстрирующих происхождение четвероногих от рыб, рептилий от земноводных, птиц от динозавров, млекопитающих от териодонтов, китообразных от наземных млекопитающих, лошадей от пятипалого предка и человека от древних гоминид.

## Теория эволюции
Ко времени написания Чарльзом Дарвином «Происхождения видов» науке не были известны переходные формы жизни. Этот факт Дарвин считал одним из самых слабых мест своей теории. Однако уже через два года был обнаружен археоптерикс — предположительное переходное звено между рептилиями и птицами.
Переходные формы между двумя группами организмов не обязательно являются потомками одной группы и предками другой. По ископаемым останкам, как правило, невозможно достоверно установить, является ли один организм прямым предком другого. Кроме того, вероятность найти в палеонтологической летописи чьего-нибудь прямого предка очень мала, и по умолчанию среди биологов принято такую возможность вообще не рассматривать. Гораздо выше вероятность обнаружить относительно близких родственников этого предка, схожих с ним по строению. Поэтому любая переходная форма автоматически интерпретируется как боковая ветвь эволюции, а не «участок ствола».

## Примеры

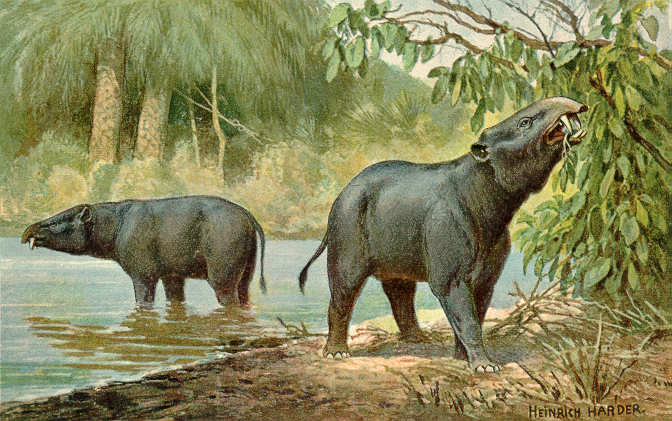
Меритерий, ранний родственник слонов, больше похож на свинью, хотя уже имеет маленький хобот и бивни, свойственные хоботным.

В качестве примеров переходных форм можно привести амбулоцета — «ходячего кита» (переходная форма между наземными млекопитающими и китообразными), тиктаалика и ихтиостегу (переходные формы от рыб к четвероногим), мезогиппуса (между ранними лошадиными и современной лошадью).
В 2020 году была описана Kylinxia – переходная форма между аномалокарисами и настоящими членистоногими. Описанный в 2023 году Iani является переходной формой между тенонтозавром (Tenontosaurus) и рабдодонтидами.

### Переходные формы в эволюции человека
В настоящее время известно множество переходных форм между человеком разумным и его обезьяноподобными предками. Так, например, открыты останки сахелантропа, ардипитека, австралопитеков (африканского, афарского и других), человека умелого, человека работающего, человека прямоходящего, человека-предшественника, гейдельбергского человека, неандертальца и раннего человека разумного.

## Спор о постепенности эволюционных преобразований
Переходные формы являются объектом исследований в споре между градуалистами и пунктуалистами. Градуалисты считают, что эволюция является постепенным, непрерывным процессом. Пунктуалисты, или сторонники теории прерывистого равновесия считают, что виды в течение долгого времени остаются неизменными, а изменения происходят в очень короткий промежуток времени. Переходные формы являются аргументом обеих сторон. Пунктуалисты утверждают, что большинство видов появляются внезапно и на протяжении всей своей истории меняются слабо. Градуалисты отмечают, что среди позвоночных нет ни одного бесспорного примера очень быстрого перехода от одного вида к другому, большинство переходов вообще плохо задокументированы ископаемыми. Также много хорошо описанных внутривидовых изменений. Например, описаны изменения среднекайнозойских кроликов, миоценовых грызунов, гиппарионов, эоценовых парнокопытных, переход между родами эоценовых приматов.

## Недостающие звенья
Многие переходные формы между живыми организмами пока не найдены. Обычно их называют недостающими звеньями. Редкость переходных форм объясняется неполнотой палеонтологической летописи. Сторонники теории прерывистого равновесия также указывают на быстроту эволюционных преобразований. Однако палеонтологи постоянно находят новые ископаемые, заполняя пробелы (например, в 2004 году был найден тиктаалик — ещё одно переходное звено между рыбами и четвероногими).

### Неполнота палеонтологической летописи
Далеко не каждая переходная форма существует в виде окаменелости из-за принципиальной неполноты палеонтологической летописи. Неполнота вызвана особенностями процесса фоссилизации, то есть перехода в окаменелое состояние. Для образования окаменелости необходимо, чтобы погибший организм был погребён под большим слоем осадочных пород. Из-за крайне медленной скорости осадконакопления на суше, чисто сухопутные виды редко переходят в окаменелое состояние и сохраняются. Кроме того, редко удаётся обнаружить виды, живущие в глубинах океана, из-за редкости поднятия на поверхность больших массивов дна. Таким образом, большинство известных ископаемых (а, соответственно, и переходных форм) — это либо виды, обитающие на мелководье, в морях и реках, либо наземные виды, ведущие полуводный образ жизни, либо обитающие недалеко от береговой линии. Закономерности процессов захоронения останков живых существ изучает особая отрасль палеонтологии — тафономия.

## Филогенетические ряды

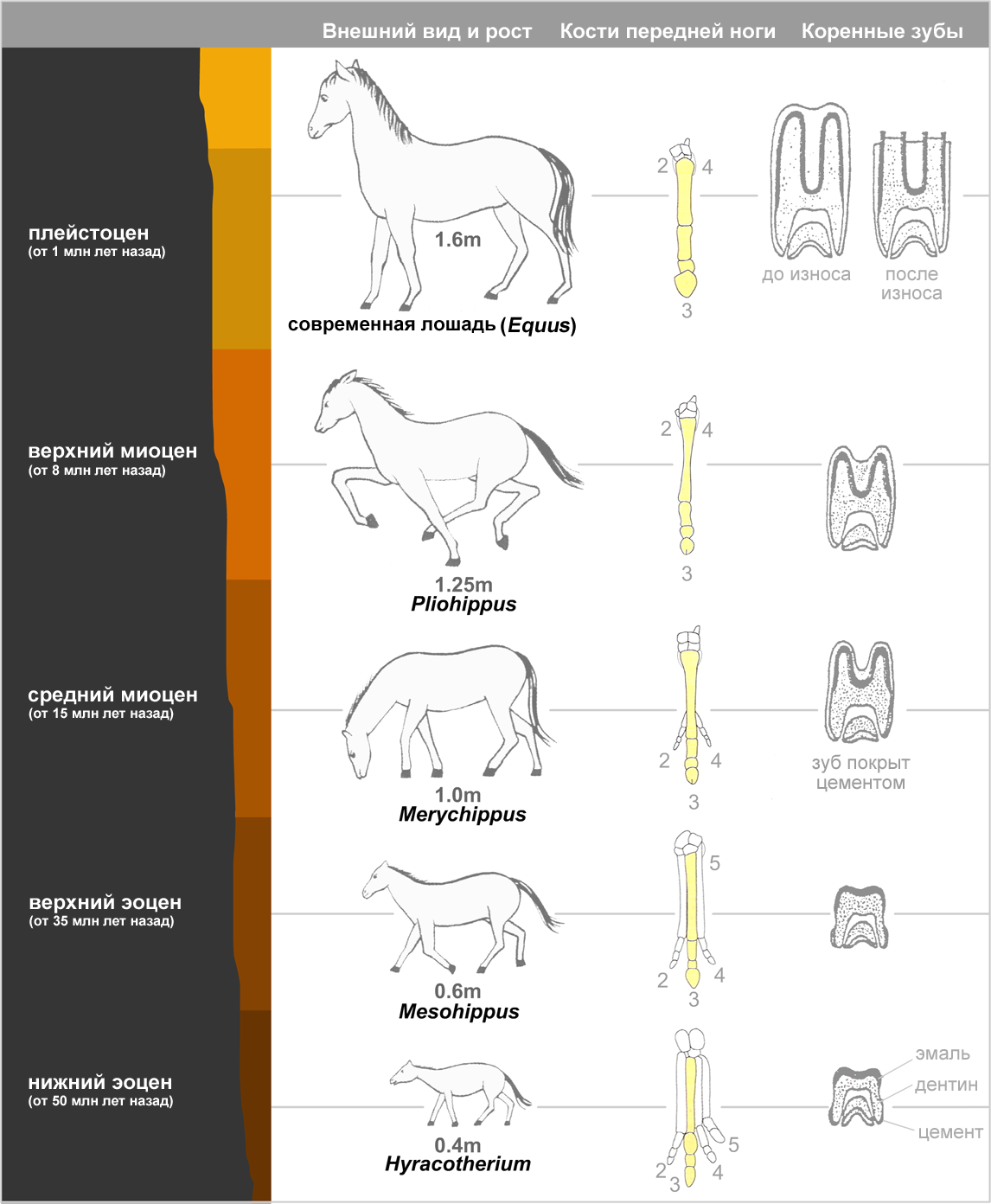
Филогенетический ряд лошади. Показана реконструкция ископаемых видов, полученных из последовательных слоёв породы. Справа — вид спереди передней левой ноги с выделенным третьим сегментом, а также зуб в продольном сечении.

Филогенетические ряды − ряды видов, последовательно сменявших друг друга в процессе эволюции различных групп животных и растений.
Впервые были открыты В. О. Ковалевским, который показал, что современные однопалые копытные происходят от древних пятипалых мелких всеядных животных.

## Креационизм
Сторонники креационизма заявляют, что переходных форм не обнаружено. Аргументы креационизма, отрицающие эволюцию, не меняются с начала XIX века. В то время они могли рассматриваться в научных дискуссиях, но к настоящему времени являются демагогическими, поскольку каждый из них был неоднократно опровергнут.